# Eli Palombo
Eli Palombo (auch Elie Palombo) war ein jüdischer Gelehrter des 18. Jahrhunderts. 
Von 1780 bis 1800 war er Großrabbiner in Konstantinopel.
Er veröffentlichte das Werk Yad Aïmeleh.